# Араты
Араты (монг. ард — трудящийся, народ) — социально-этническое сообщество монгольских крестьян-кочевников. Проживают в Монголии, Китае. Основное занятие — скотоводство. До революции 1921 года араты составляли 92,2 % населения Монголии, владели 50,5 % поголовья скота. Араты, проживающие в Китае, считаются составной частью населения автономных районов Внутренней Монголии, а также провинций Синьцзян и Цинхай. Сельские жители Республики Тыва (РФ) также называются аратами.